# كلاوديو ندوجا
كلاوديو ندوجا مواليد 18 مايو 1985 في شقودرة، هو لاعب كرة سلة ألباني. بدأ مسيرته الاحترافية في سنة 2002. يلعب في الدوري الإيطالي لكرة السلة الدرجة الثانية. يحمل الرقم 3. يبلغ طوله 6 قدم 7 بوصة (2.0 م).

## المسيرة الاحترافية
لعب مع أورلاندينا باسكيت في الدوري الإيطالي في موسم 2007–2008، ثم لعب مع سكافاتي باسكت في موسم 2008–2009، ثم لعب مع أورورا باسكت ييزي في موسم 2009–2010، ثم لعب مع نادي فيرارا لكرة السلة في الدوري الإيطالي في موسم 2010–2011، ثم لعب مع نيو باسكت برينديزي من سنة 2011 إلى 2013، ثم لعب مع جويرينو فانولي باسكت في الدوري الإيطالي في موسم 2013–2014.

## روابط خارجية
- كلاوديو ندوجا على موقع الاتحاد الدولي لكرة السلة (الإنجليزية)
- كلاوديو ندوجا على موقع كرة السلة الأوروبية.كوم (الإنجليزية)
- كلاوديو ندوجا على موقع ريلجم (الإنجليزية)
- كلاوديو ندوجا على موقع بروبوليرز (الإنجليزية)
- كلاوديو ندوجا على موقع سبورتس رفرنس (الإنجليزية)